# Kokosbrood

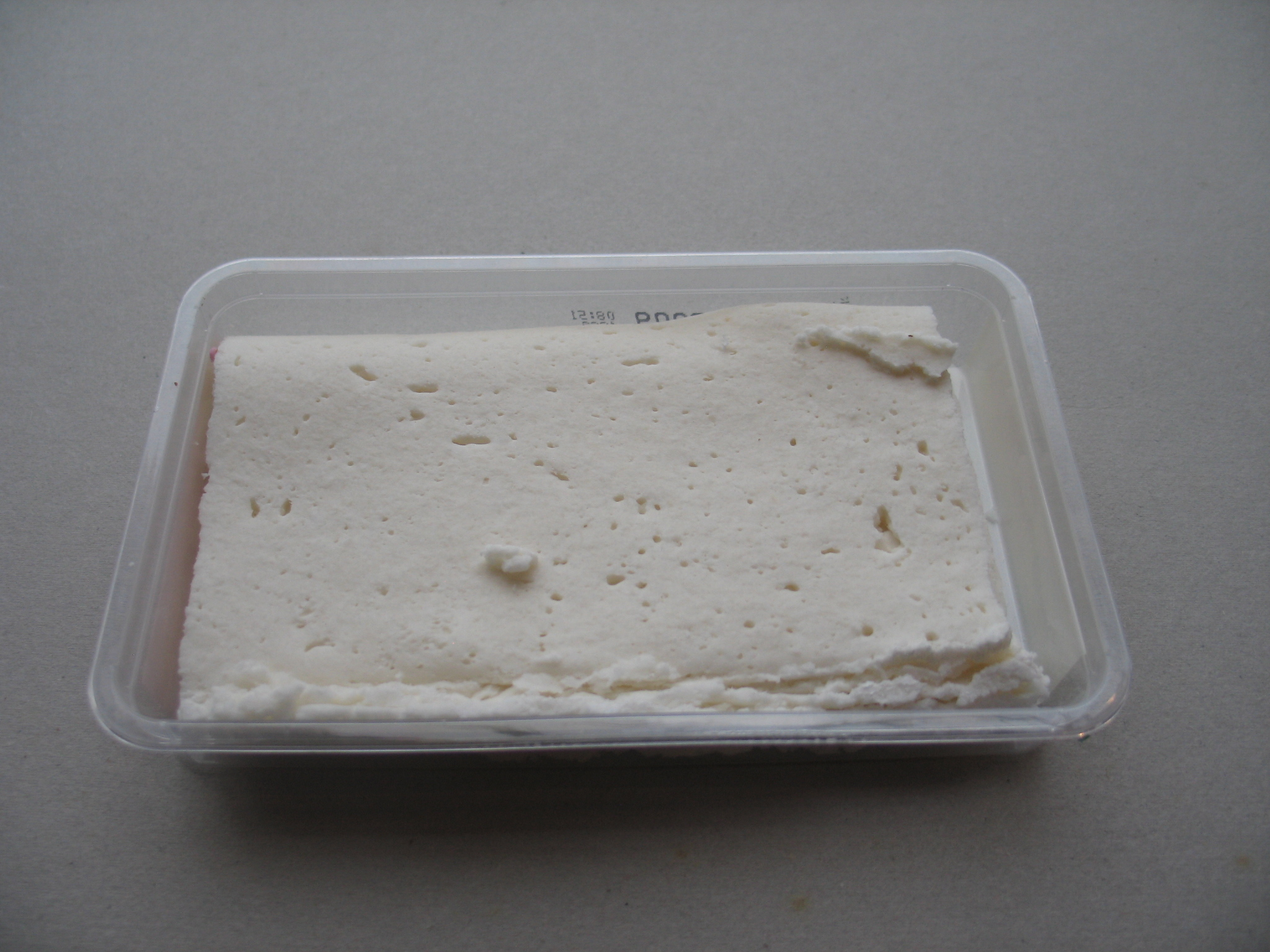
Weißes Kokosbrood

Kokosbrood (Niederländisch für Kokosbrot) ist ein niederländischer Brotbelag, der hauptsächlich aus Kokos besteht. 
Früher wurde Kokosbrood in Kleinbetrieben als Laib hergestellt und im Laden aufgeschnitten, heute ist es vor allem vorgeschnitten und verpackt in Supermärkten erhältlich.
Die Zutaten sind neben Kokosnuss vor allem Weizenstärke, Glucose,  Glucosesirup, Zucker, Gelatine und Speisesalz. 
Kokosbrood ist in verschiedenen Geschmackssorten erhältlich, jeweils mit einer charakteristischen Farbe, weiß, rosa, gelb oder braun.
Das weiße Kokosbrood hat die natürliche Farbe der Zutaten, bei der rosafarbenen Variante wird Karmin als Farbstoff verwendet, bei der gelben Curcumin oder  Lutein, die braune wird mit Kakao gefärbt.